# Artemi-Maria Gioti
Artemi-Maria Gioti (* 13. April 1990 in Griechenland) ist eine Komponistin und Wissenschaftlerin. In ihrer Forschung beschäftigt sie sich mit künstlicher Intelligenz, Sonifikation, musikalischer Robotik und partizipativer Klangkunst sowie der Entwicklung von mechanisch kontrollierten und sensorverstärkten Instrumenten.
Sie ist Teil des Electro-Duos intra-sonic und des Künstler- /Kuratorenkollektivs meta.ξ und lebt und arbeitet in Graz, Österreich. Sie ist Mitentwicklerin und Moderatorin des von der EU geförderten CECIA-Projekts.

## Ausbildung
Gioti studierte Komposition an der Universität Mazedonien (Griechenland), Elektroakustische Komposition an der Universität für Musik und darstellende Kunst Wien und Komposition–Computermusik an der Universität für Musik und darstellende Kunst Graz, wo sie aktuell promoviert.

## Komposition
Artemi Gioti komponiert sowohl für akustische Instrumente als auch für interaktive Elektronik. Auch ihr Publikum wird oft Teil des Kompositionsprozesses, so machen in der Performance Soundsourcing die Zuschauer Geräusche vor, die von Mikrofonen aufgenommen und von Laptops in Echtzeit verarbeitet werden.
Ihre Werke werden weltweit aufgeführt, etwa in Griechenland, Österreich, Portugal, Deutschland, Dänemark, Kanada, in den Niederlanden und den USA.

## Forschung
Wie auch in ihrer Komposition beschäftigt sich Gioti in ihrer Forschung mit dem transformativen Potential neuer Technologien im Bezug auf den Begriff der Autorschaft, der Aufführenden und eines musikalischen Werkes. Auch die Interaktivität im kompositorischen Prozess zwischen Menschen und Menschen sowie Menschen und Computern ist ein Kernelement ihrer Forschung.

## Auszeichnungen
Das Stück Temperatures wurde 2016 dafür mit dem KlimARS-Preis ausgezeichnet. Das Stück basiert auf der Sonifikation von Klimadaten. Gioti erhielt 2019 den Giga-Hertz-Produktionspreis des ZKM Karlsruhe.
Außerdem war sie Teilnehmerin zahlreicher internationaler Konferenzen und Festivals, darunter:
- IMC 2016 (HKU Utrecht, Niederlande),
- SMC 2016 (HfMT Hamburg, Deutschland),
- INTER/actions 2016 (Bangor Universität, Vereinigtes Königreich),
- Electroacoustic Winds 2015 (Universität Aveiro, Portugal)
- ICAD 2015 (IEM Graz, Österreich)
- Next generation 6.0 Festival (ZKM Karlsruhe, Deutschland)
- 6th International Symposium on Music/Sonic Art (Musikhochschule Karlsruhe, Deutschland)
- 3rd International Forum for Young Composers (Lissabon, Portugal).

## Weitere Links
- https://www.artemigioti.com/research.html
- https://www.artemigioti.com/works.html